# Duncan (Oklahoma)
Duncan è una città degli Stati Uniti, situata nella contea di Stephens nello Stato dell'Oklahoma.